# Луковець (Корюківський район)
Лукове́ць (колишня назва — Бондарів) — село в Україні, у Корюківській міській громаді Корюківського району Чернігівської області. Населення становить 32 осіб. До 2020 орган місцевого самоврядування — Домашлинська сільська рада.

## Географія
Село розташоване за 10 км від районного центру і залізничної станції Корюківка. Висота над рівнем моря — 152 м.

## Історія
Після скасування кріпацтва, частина селян одержала земельні угіддя як наріз і стали там жити. Так утворилось урочище Бондарівка, тому хутір на початку мав назву Бондарів, поруч протікала річка Луковка, згодом село почало називатися Луковець.
У Національній книзі пам'яті жертв Голодомору 1932—1933 років в Україні перелічено 5 жителів села, що загинули від голоду.
12 червня 2020 року, відповідно до розпорядження Кабінету Міністрів України № 730-р «Про визначення адміністративних центрів та затвердження територій територіальних громад Чернігівської області», увійшло до складу Корюківської міської громади.
19 липня 2020 року, в результаті адміністративно-територіальної реформи та ліквідації колишнього Корюківського району, село увійшло до складу новоутвореного Корюківського району.